# بیلی گاتزرت (پاروزن عقب کشتی)
بیلی گاتزرت (پاروزن عقب کشتی) (به انگلیسی: Bailey Gatzert (sternwheeler)) یک کشتی بود. این کشتی در سال ۱۸۹۰ ساخته شد.